# Shane Kline
Pour les articles homonymes, voir Kline.
Shane Kline, né le 11 avril 1989 à Bally, en Pennsylvanie, est un coureur cycliste américain.

## Biographie
En 2018, après deux saisons au sein de l'équipe Rally, il annonce son intention de gagner sa place en poursuite par équipes en vue des Jeux olympiques de Tokyo en 2020. Il quitte l'équipe Rally et est parrainé par SmartStop pour atteindre cet objectif.

## Palmarès sur route

### Par année
- 2005
  - 2e du championnat des États-Unis sur route cadets
- 2011
  - Daniel Harwi Memorial
  - Kelly Cup
  - Liberty Criterium
- 2012
  - Brick City Criterium
  - Ladera Ranch Grand Prix
- 2013
  - Dana Point Grand Prix
  - Tour de Fair Haven
  - 3e du Wilmington Grand Prix
- 2014
  - 2e étape du Tour de Delta
- 2017
  - Daniel Harwi Memorial
  - 4e étape de la Cascade Classic
  - Reading Radsport Festival
  - 2e du Glencoe Grand Prix
  - 3e du Wilmington Grand Prix
- 2018
  - Cherry Blossom Challenge
  - Daniel Harwi Memorial
  - Commerce Criterium
  - Tour de Somerville
  - 2e de la Harlem Skyscraper Classic
  - 2e du championnat des États-Unis sur route amateurs
- 2019
  - Wilmington Grand Prix
  - 2e du championnat des États-Unis du critérium amateurs

### Classements mondiaux
| Année            | 2014 | 2015 | 2016 | 2017 |
| ---------------- | ---- | ---- | ---- | ---- |
| UCI America Tour | 180e |      | 561e | 319e |

## Palmarès sur piste

### Championnats des États-Unis
- 2005
  -  Champion des États-Unis du scratch cadets
  -  Champion des États-Unis du 500 mètres cadets
- 2018
  -  Champion des États-Unis de poursuite par équipes (avec Adrian Hegyvary, Gavin Hoover et Ashton Lambie)
- 2019
  -  Champion des États-Unis de poursuite par équipes (avec Colby Lange, Grant Koontz et Ashton Lambie)